# Trockenfluss

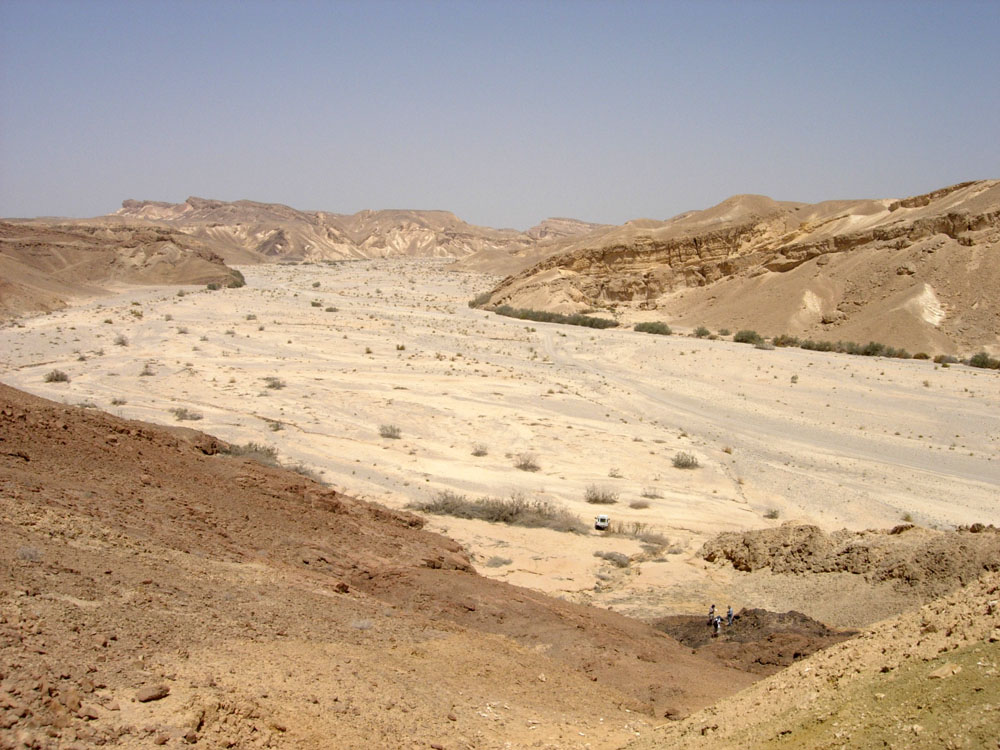
Trockenfluss (Nachal) in Israel

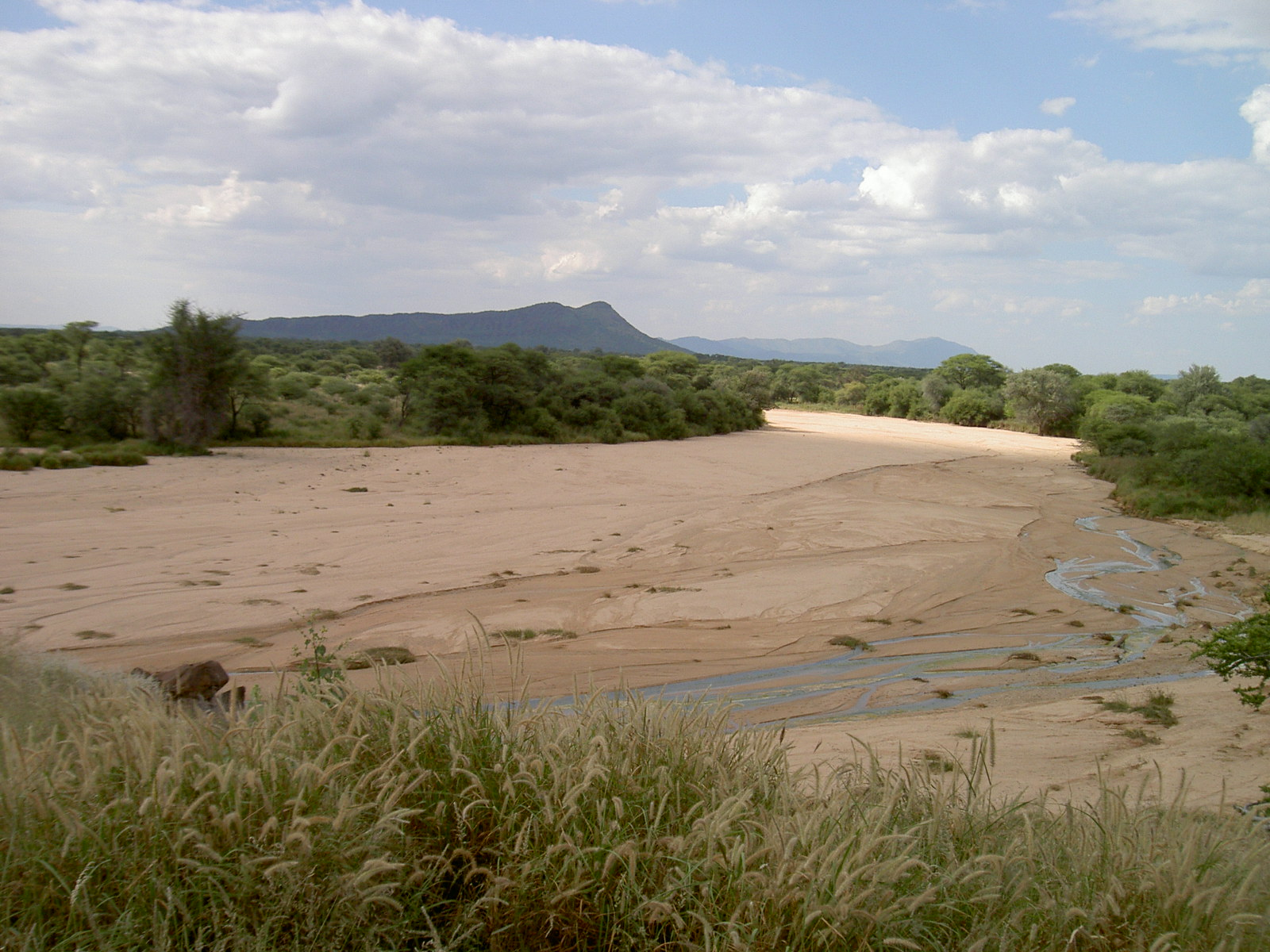
Trockenfluss (Rivier) in Namibia

Trockenfluss (im Namibiadeutsch: Rivier), auch episodischer oder ephemerer Fluss, bezeichnet einen Fluss, der für längere Zeit trockenfällt und nur selten Wasser führt.
Hierzu gehören Flüsse, die etwa in der Regenzeit (periodisch) oder bei vereinzelten Niederschlägen (episodisch) wasserführend sind. Von Ebbe betroffene Flussabschnitte zählen nicht zu den Trockenflüssen.

## Vorkommen
Trockenflüsse findet man in vielen Wüstengebieten und anderen, sehr niederschlagsarmen Regionen der Kontinente.
Je nach Kontinent/Land werden Trockenflüsse unterschiedlich benannt, etwa in
- Australien: Creek
- Asien:
  - Vorderasien: Wadi
  - Israel: Nachal (hebr. נח״ל)
- Afrika
  - Nördliches Afrika: Wadi
  - Südliches Afrika (nur in Namibia und Südafrika): Rivier[3]
- Europa (in Spanien): Rambla